# Dionysius von Werl
Dionysius von Werl (* um 1640 in Werl, Westfalen; † 4. März 1709 in Hildesheim) war ein Kapuziner und Kontroversschriftsteller.

## Leben
Dionysius war 1654 Student in Münster, trat am 11. Oktober 1658 in die Kölnische Kapuzinerprovinz ein und studierte von 1662 bis 1669 Philosophie und Theologie im Ordensstudium zu Paderborn. Nach seelsorglicher Tätigkeit in Münster 1669 und Borken 1670 weilte er von 1674 bis 1680 als Theologe und Lektor in der Kapuzinerniederlassung am Hof des konvertierten Herzogs Johann Friedrich von Braunschweig-Lüneburg in Hannover, wo er mit Leibniz befreundet wurde. Danach war er, von einem Aufenthalt im Paderborner Kloster abgesehen, von 1693 bis 1697 ununterbrochen in Hildesheim, wo er regen Anteil an den Bestrebungen von Leibniz, Molanus, Spinola und Bossuet zur Einigung der getrennten Kirchen nahm. In seinem Hauptwerk Via Pacis inter homines per Germaniam in Fide dissidentes sive Tractatus irenicus (erschienen Hildesheim 1686) dringt er vor allem auf irenische Ausräumung der beiderseitigen Missverständnisse, gegenseitige Aufrichtigkeit und Gebet. In seinem späteren Werk Catholischer Ehren-Retter (erschienen Hildesheim 1698) ist der Ton schärfer.

## Schriften (Auswahl)
- Philanton. Hannover 1676
- Philanton vindicatus. Hannover 1678 (gegen den Helmstedter Prof. Hermann Conring über die Heiligenverehrung)
- Pseudo-Poenitens correctus sive Doctrina Ecclesiae Cath. de vera Poenitentia. Köln 1692
- Der einziger Mittler zwischen Gott und den Menschen Christus Jesus. Hildesheim 1705
- Meß-Berichter. Hildesheim 1705.